# Чистяков Ілля Олексійович
Ілля́ Олексі́йович Чистяко́в (1871, Москва — 1944, Київ) — балетмейстер і педагог. Балетмейстер Київського театру опери та балету (1920—1925). Батько народного артиста УРСР Бориса Чистякова, чоловік балерини Олександри Гаврилової.

## Життєпис
Закінчив Петербурзький університет, працював режисером драматичних театрів.
1901 року створив першу в Росії хореографічну студію для дітей-сиріт.
З 1910 року ставив балетні хореографічні номери у Петербурзькому Народному домі, в театрах «Буфф» і «Пасаж».
З 1917 року — у Києві, де проживав з родиною за адресою вул. Рейтарська, 13.
1917 — художній керівник балетної трупи, 1920—1925 — балетмейстер Київського театру опери та балету.
1918 року створив у Києві першу і єдину до 1934 року приватну хореографічну студію, де навчались відомі згодом українські артисти балету — О. Бердовський, М. Іващенко, В. Шехтман, А. Яригіна, Б. Степаненко та ін.
З дитячою балетною трупою Ілля Чистяков їздив на гастролі в Японію і Європу.
Майже вся балетна трупа Київського театру опери та балету передвоєнних років — учні І. Чистякова.

## Балетні постановки
- «Чарівні мрії» (1925)
- «Горбоконик» (1925)